# Moravský Beroun (stacja kolejowa)
Moravský Beroun – stacja kolejowa w Moravským Berounie, w kraju ołomunieckim, w Czechach pod adresem Ondrášov 50. Znajduje się na wysokości 535 m n.p.m. i leży na linii kolejowej nr 310.